# Plakoribates confluens
Plakoribates confluens är en kvalsterart som beskrevs av Balogh 1970. Plakoribates confluens ingår i släktet Plakoribates och familjen Achipteriidae. Inga underarter finns listade i Catalogue of Life.